# Tawisuplebis Moedani
Tawisuplebis Moedani (georgisch თავისუფლების მოედანი – „Freiheitsplatz“) ist ein Platz im Zentrum der georgischen Hauptstadt Tiflis. Am Platz liegt das Rathaus von Tiflis. Er bildet zugleich ein Ende der zentralen Flaniermeile Rustawelis Gamsiri.
Der Platz wurde in der ersten Hälfte des 19. Jahrhunderts unter russischer Herrschaft angelegt und trug zunächst den Namen Jermolow-Eriwanski Platz, nach dem russischen General und Gouverneur Transkaukasiens, Alexei Jermolow. Er bildete einen Mittelpunkt des neuen Verwaltungsviertels nördlich der Altstadt.
1820 wurde das Tifliser Polizeipräsidium am Platz errichtet. 1882 bis 1886 wurde es nach Plänen der Architekten A. G. Oserow und P. F. Stern zum Rathaus umgebaut. 1847 bis 1851 entstand das erste Tiblissier Opernhaus nach Plänen des italienischen Architekten Giovanni Scudieri im Auftrag Vizekönig Fürst Michail Woronzows. Es brannte 1874 aus und wurde an anderer Stelle neu errichtet.
Zu sowjetischer Zeit hieß er zunächst Platz der Transkaukasischen Sowjetrepublik, dann Leninis Moedani (dt. Leninplatz). Für eine kurze Zeit während der Stalinära trug er den Namen Beriaplatz. In der Mitte stand ein Lenindenkmal. Die Statue wurde 1990 entfernt und später durch einen Springbrunnen ersetzt. 1991 erhielt der Platz seinen heutigen Namen. Im November 2006 wurde anstelle des Springbrunnens ein Freiheitsdenkmal errichtet. Es zeigt Georgiens Schutzpatron, den Heiligen Georg.
Der Platz war immer wieder Schauplatz politischer Veränderungen in Georgien. Am 8. und 9. März 1956 verlangten radikale Studenten auf einer Kundgebung die staatliche Unabhängigkeit Georgiens. Sowjetische Panzer beendeten die Bewegung im Massaker von Tiflis. 1991 und 1992 wurde dort der Tifliser Krieg ausgetragen, ein Putsch der Warlords Dschaba Iosseliani und Tengis Kitowani gegen den gewählten Präsidenten Swiad Gamsachurdia. Die Geschosseinschläge von Panzern, Artillerie und Raketen sind noch heute am Parlamentsgebäude zu sehen.
2003 zogen während der Rosenrevolution zehntausende Menschen über den Platz, um gegen die Regierung Eduard Schewardnadses zu demonstrieren und zwangen sie schließlich zum Rücktritt. Im Mai 2005 hielt US-Präsident George W. Bush dort eine Ansprache zum 60. Jahrestag des Endes des Zweiten Weltkriegs. Der Platz ist gelegentlich Ort für politische Veranstaltungen und Demonstrationen. 
Der Platz verfügt seit 1967 über einen U-Bahnhof der Metro Tiflis, der nach ihm benannt ist. 

## Galerie

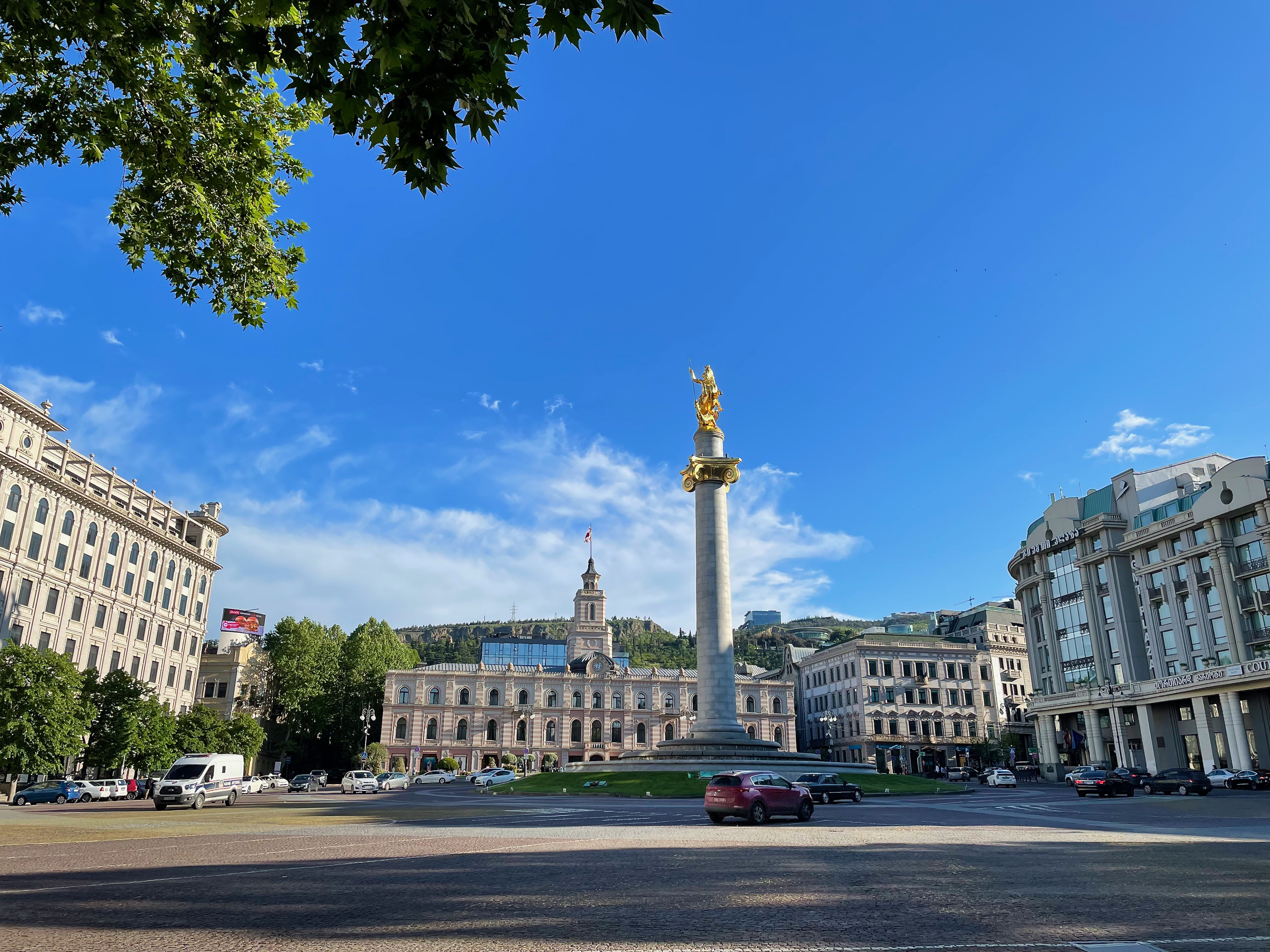
Blick auf den Tawisuplebis Moedani
Der Heilige Georg kämpft mit dem Drachen
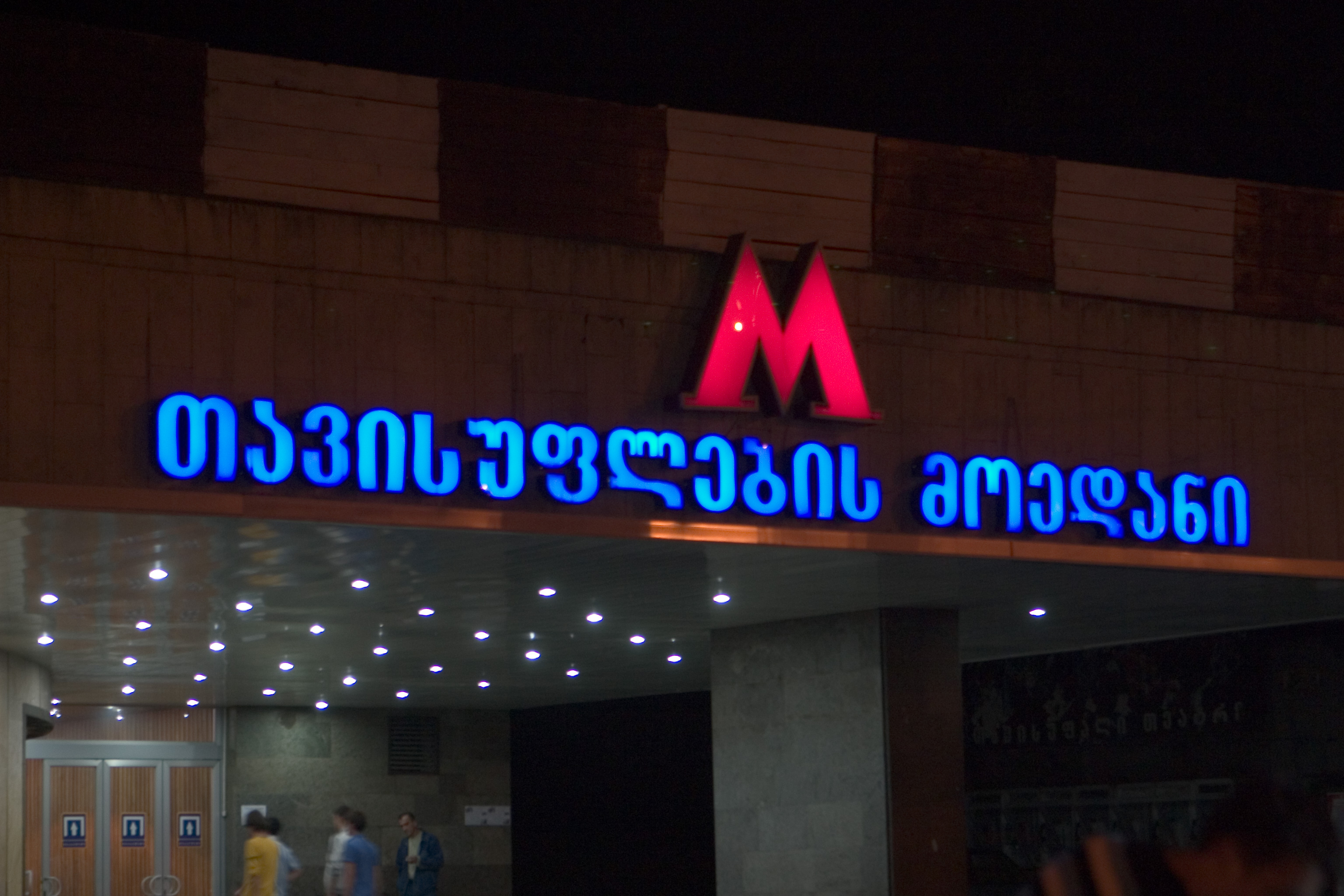
U-Bahn-Station Tawisuplebis Moedani